# 鳩ノ巣渓谷

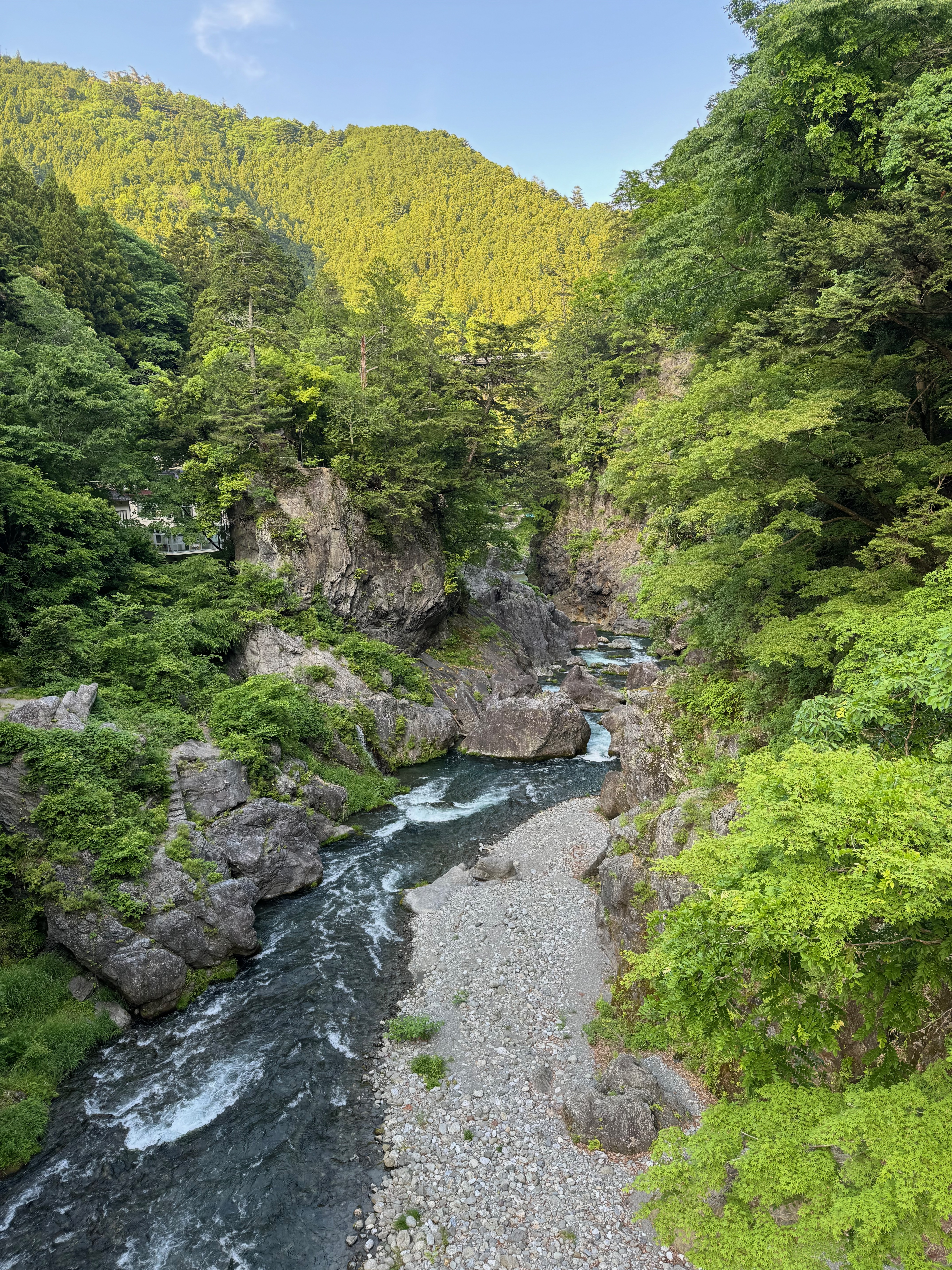
鳩ノ巣渓谷

鳩ノ巣渓谷（はとのすけいこく）は、東京都西多摩郡奥多摩町の多摩川上流にある渓谷。

## 概要
多摩川の水流が秩父古生層を浸食して成り立った渓谷である。鳩ノ巣から白丸湖付近までの約500mにわたって巨岩や奇岩が連なっている。渓谷に沿った道は整備されており、比較的歩きやすい。紅葉の名所でもあり、秋季には多くの観光客が訪れる。

## 歴史

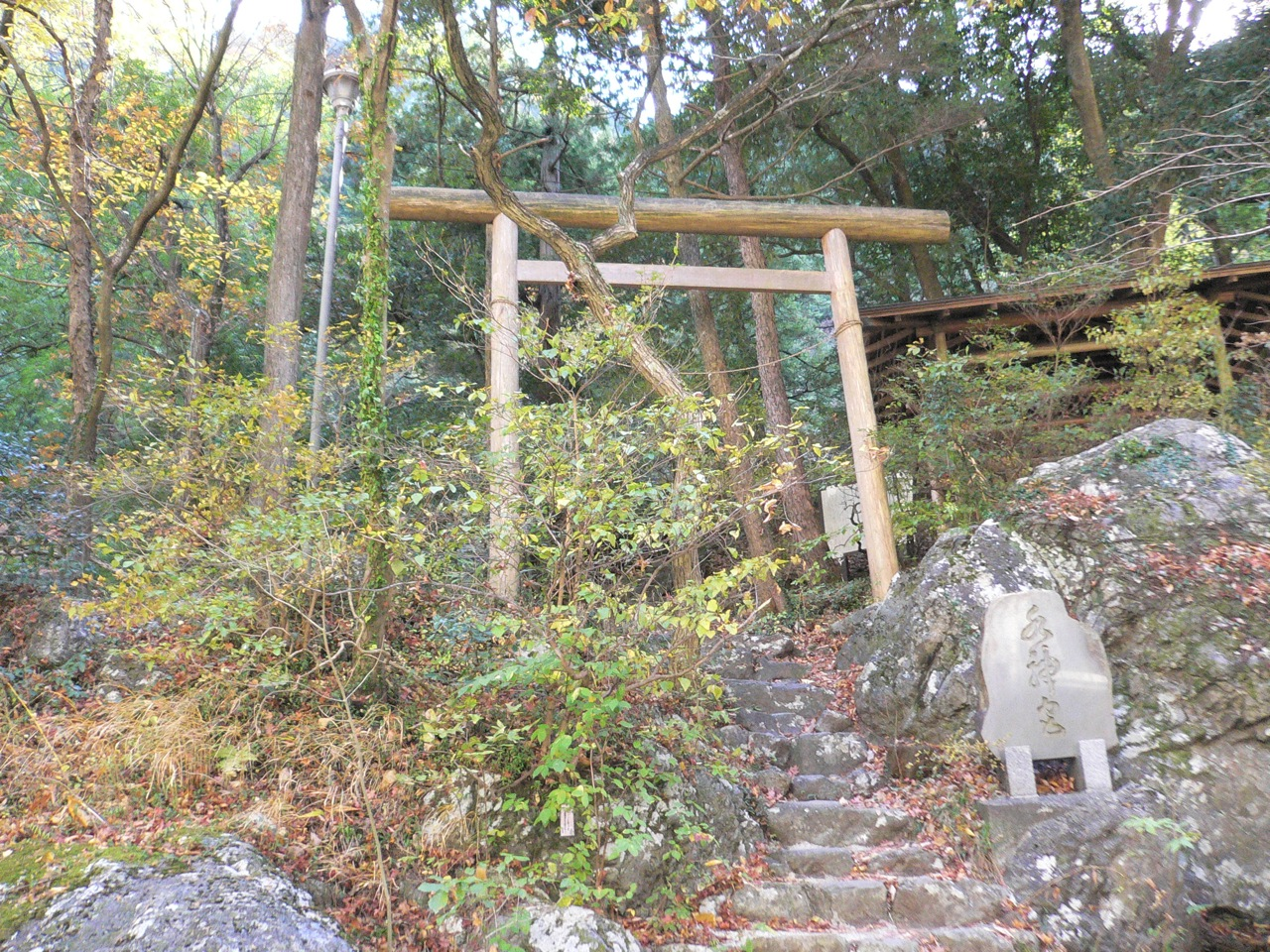
玉川水神社の鳥居

江戸時代、明暦の大火で荒廃した江戸の復興のために奥多摩の木材が多数伐採された。木材は多摩川を通じて江戸に運ばれ、この渓谷付近には人夫が寝泊まりする飯場小屋が建てられ、また水神社が祀られた。この水神社に二羽のハトが巣をつくり、それを村人達が霊鳥として愛護したことからこの地は「鳩ノ巣」と呼ばれる様になったと言われる。この神社は渓谷内でも目立って大きい岩山の上に現在も祀られている。

## 主な橋

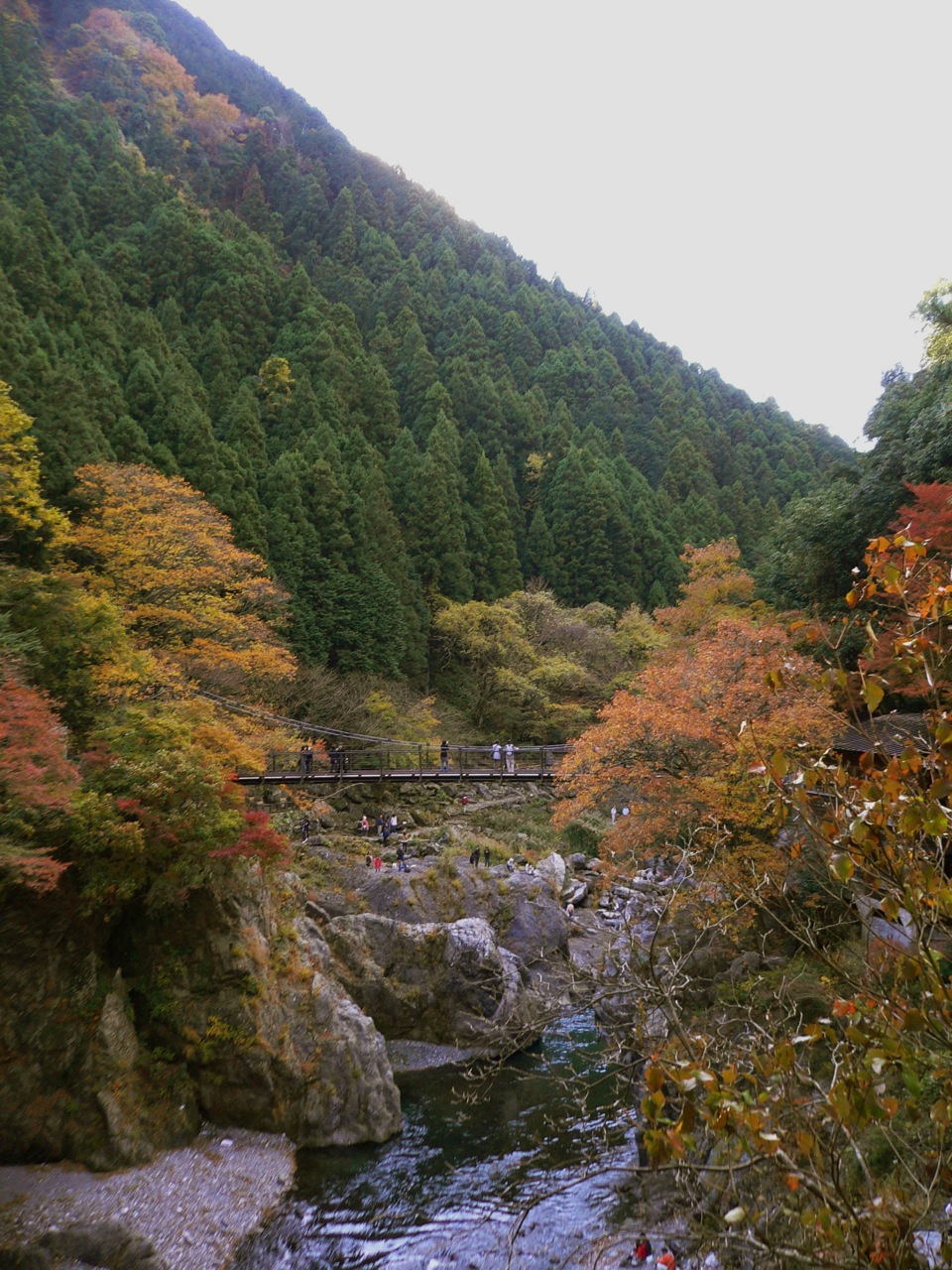
紅葉と鳩ノ巣小橋

- 鳩ノ巣小橋 - 吊り橋。
- 雲仙橋
- 鳩ノ巣大橋

## 交通アクセス
- 青梅線鳩ノ巣駅より徒歩5分。

## ギャラリー

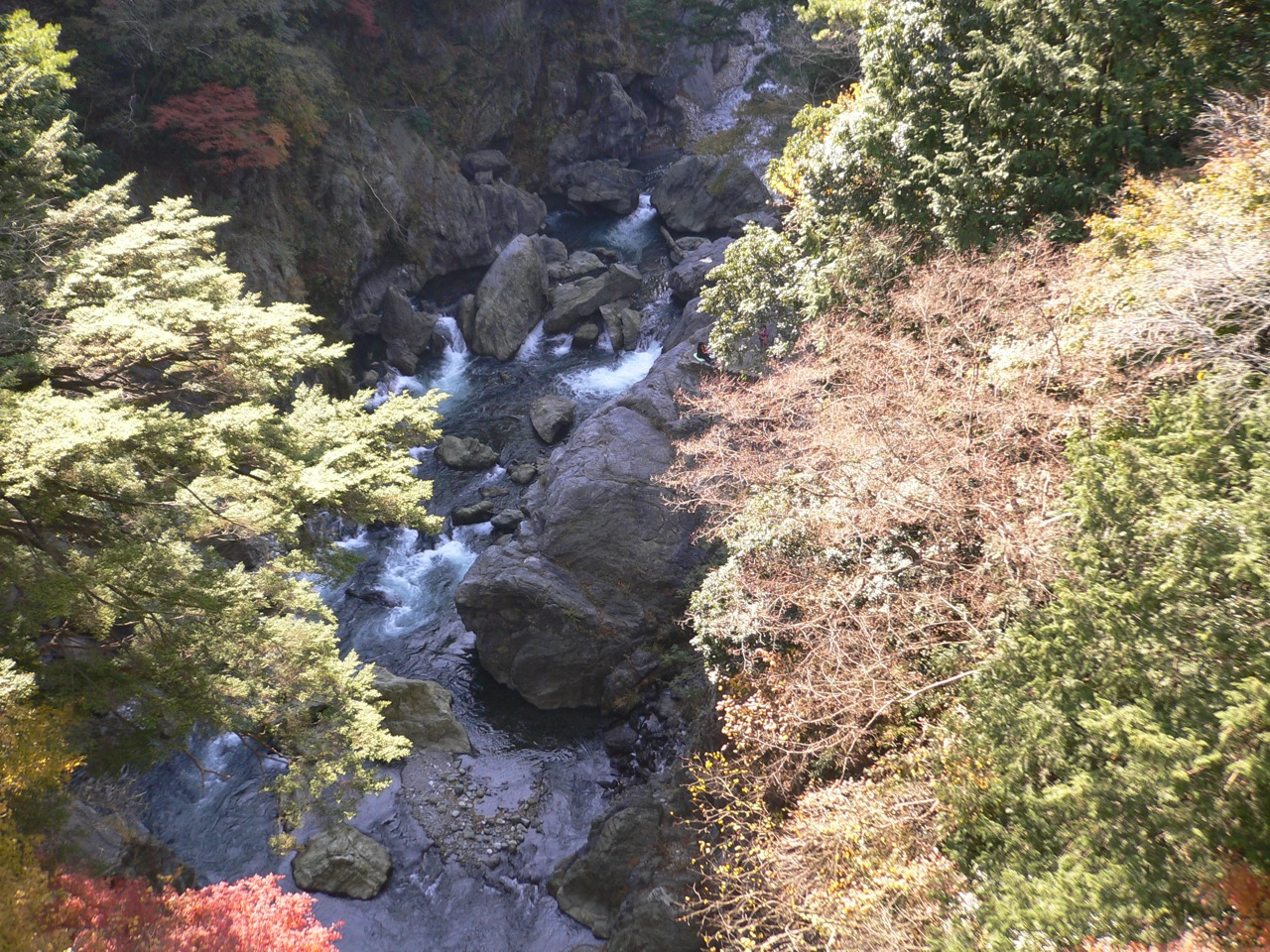
紅葉と鳩ノ巣渓谷
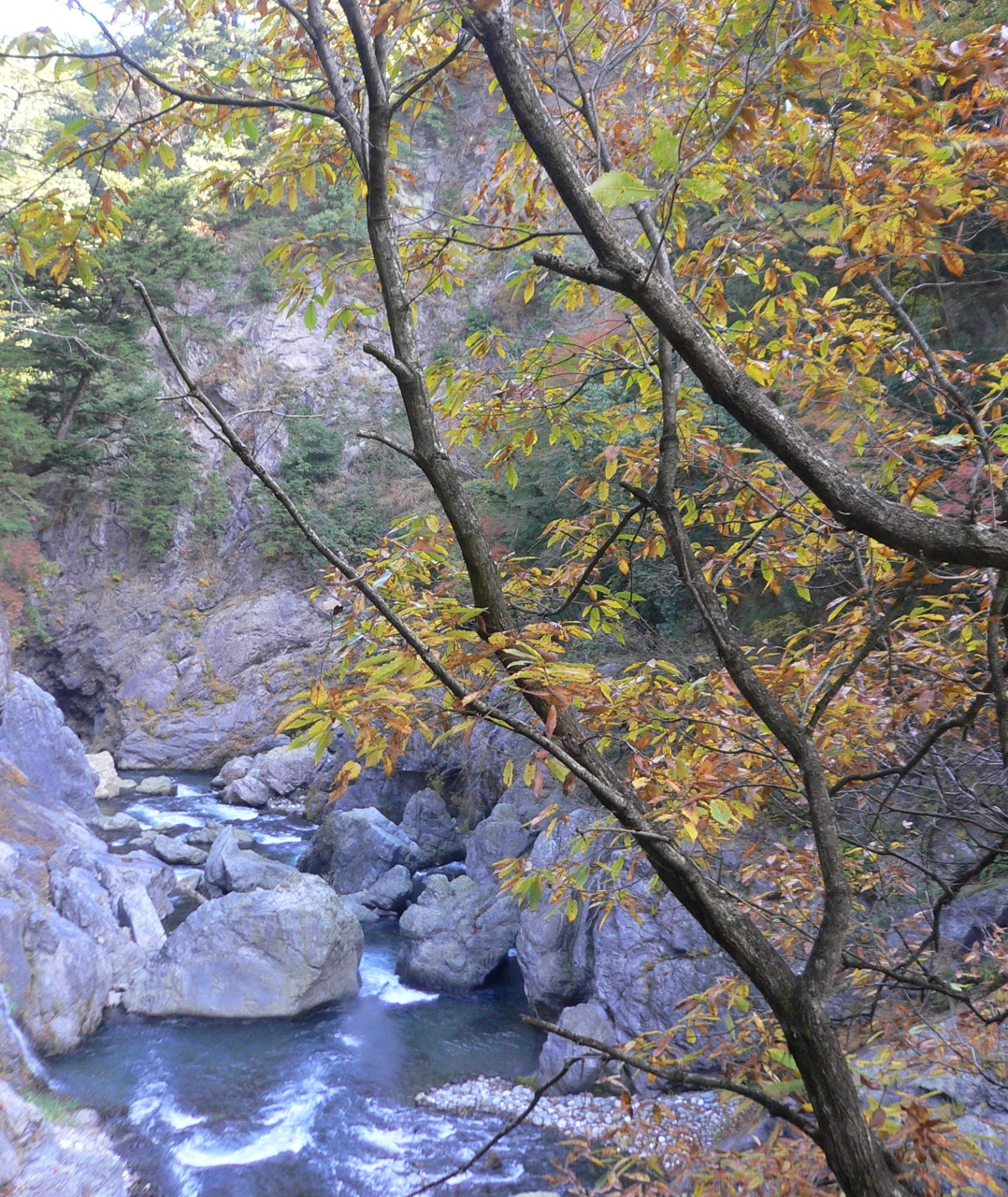
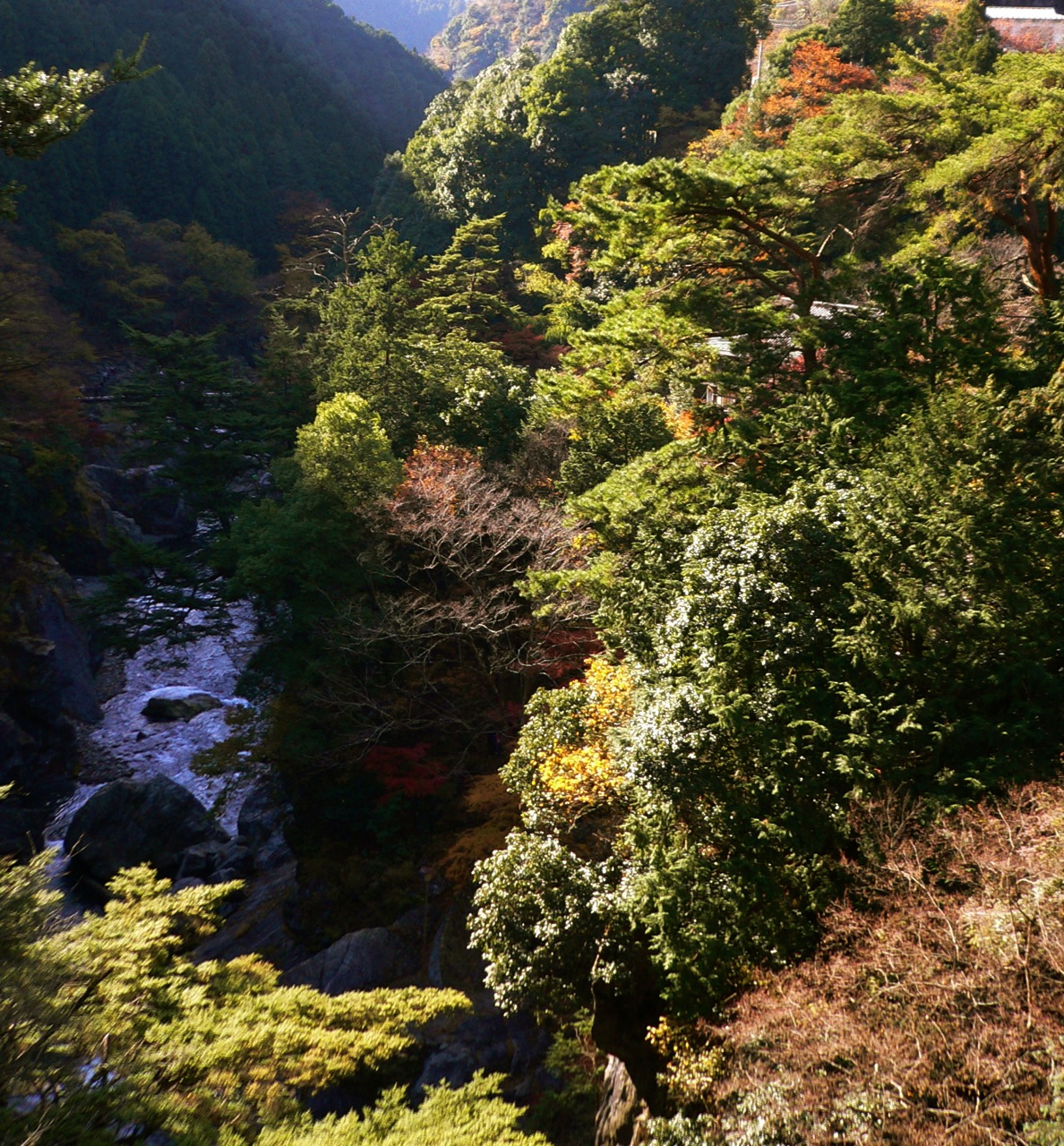